# Draft de l'NBA del 1958
El Draft de l'NBA de 1958 va constar de 17 rondes, i es van escollir 88 jugadors. Tres d'ells van arribar a ocupar un lloc al Basketball Hall of Fame. Elgin Baylor i Hal Greer ho van fer com a jugadors, mentre que Wayne Embry ho va fer com a col·laborador.

## Primera ronda
|  | = All-Star     |
|  | = Hall of Fame |

| Posició | Jugador         | Nacionalitat | Equip NBA             | Universitat/Club |
| ------- | --------------- | ------------ | --------------------- | ---------------- |
| 1       | Elgin Baylor    | Estats Units | Minneapolis Lakers    | Seattle          |
| 2       | Archie Dees     | Estats Units | Cincinnati Royals     | Indiana          |
| 3       | Mike Farmer     | Estats Units | New York Knicks       | San Francisco    |
| 4       | Pete Brennan    | Estats Units | New York Knicks       | North Carolina   |
| 5       | Guy Rodgers     | Estats Units | Philadelphia Warriors | Temple           |
| 6       | Connie Dierking | Estats Units | Syracuse Nationals    | Cincinnati       |
| 7       | Dave Gambee     | Estats Units | St. Louis Hawks       | Oregon State     |
| 8       | Bennie Swain    | Estats Units | Boston Celtics        | Texas Southern   |

## Segona ronda
| Posició | Jugador        | Nacionalitat | Equip NBA             | Universitat/Club |
| ------- | -------------- | ------------ | --------------------- | ---------------- |
| 9       | Steve Hamilton | Estats Units | Minneapolis Lakers    | Morehead State   |
| 10      | Vern Hatton    | Estats Units | Cincinnati Royals     | Kentucky         |
| 11      | Barney Cable   | Estats Units | Detroit Pistons       | Bradley          |
| 12      | Joe Quigg      | Estats Units | New York Knicks       | North Carolina   |
| 13      | Lamar Sharrar  | Estats Units | Philadelphia Warriors | West Virginia    |
| 14      | Hal Greer      | Estats Units | Syracuse Nationals    | Marshall         |
| 15      | Hub Reed       | Estats Units | St. Louis Hawks       | Oklahoma City    |
| 16      | Jimmy Smith    | Estats Units | Boston Celtics        | Steubenville     |

## Tercera ronda
| Posició | Jugador        | Nacionalitat | Equip NBA             | Universitat/Club |
| ------- | -------------- | ------------ | --------------------- | ---------------- |
| 17      | Boo Ellis      | Estats Units | Minneapolis Lakers    | Niagara          |
| 18      | Bucky Bockhorn | Estats Units | Cincinnati Royals     | Dayton           |
| 19      | Roy DeWitz     | Estats Units | Detroit Pistons       | Kansas State     |
| 20      | John Lee       | Estats Units | New York Knicks       | Yale             |
| 21      | Frank Howard   | Estats Units | Philadelphia Warriors | Ohio State       |
| 22      | John Nacincik  | Estats Units | Syracuse Nationals    | Maryland         |
| 23      | Wayne Embry    | Estats Units | St. Louis Hawks       | Miami (Ohio)     |
| 24      | Jim Cunningham | Estats Units | Boston Celtics        | Fordham          |